# Daisuke Kikuchi
Daisuke Kikuchi (菊池 大介, Kikuchi Daisuke) est un footballeur japonais né le 12 avril 1991 à Yokohama. Il évolue au poste de milieu offensif.

## Biographie
Il participe à la Ligue des champions d'Asie en 2017 avec le club des Urawa Red Diamonds. Il dispute ensuite la Coupe du monde des clubs organisée aux Émirats arabes unis.
Il dispute un total de 113 matchs en première division japonaise, inscrivant huit buts.

## Palmarès
- Champion du Japon de D2 en 2014 avec le Shonan Bellmare et en 2019 avec l'Avispa Fukuoka
- Vice-champion du Japon de D2 en 2012 avec le Shonan Bellmare
- Finaliste de la Supercoupe du Japon en 2017 avec les Urawa Red Diamonds